# Microscopie SEEC
La microscopie SEEC (Surface Enhanced Ellipsometric Contrast) est une technique de microscopie optique haute résolution développée par 2 chercheurs français, D. Ausserré et M.P. Valignat au début des années 2000. Cette technologie combine deux innovations majeures, des surfaces spécifiques dédiées ayant des propriétés optiques spécifiques (SEEC sensors) ainsi qu'un algorithme permettant l'analyse directe et en temps-réel de la topographie et de l'épaisseur de n'importe quel échantillon (Q-SEEC).
Voici les principales fonctionnalités de la microscopie SEEC :
- Imagerie nanométrique sans marquage et en temps-réel ;
- Haute sensibilité et très haute résolution axiale ;
- Analyse morphologique et topographique de l'échantillon en 3D et en 4D ;
- Suivi de l'interaction en multiplexe ;
- Analyses possibles en de multiples milieux (eau, gaz, air).

## Théorie de la SEEC
La microscopie SEEC est une technologie d'imagerie support dépendante basée sur le contrôle de la polarisation de la lumière. Elle exploite ainsi les propriétés anti-ellipsométriques des surfaces SEEC (SEEC sensors) afin d'obtenir des images de très haute résolution (0,1 nm de résolution axiale), sans marquage et en temps réel.

### Supports SEEC (SEEC sensors)
Les supports SEEC sont spécifiquement élaborés de façon à ne pas modifier la polarisation de la lumière après réflexion. Ces supports sont composés d'une multitude de couches garantissant un fond totalement noir lorsque observés sous polarisation croisée. Ainsi, n'importe quel échantillon déposé à la surface sera plus visible et son contraste sera augmenté puisqu'il entraîne un changement de polarisation permettant de le différencier du support SEEC sur lequel il est déposé.
Chaque changement de polarisation entraîne un changement de l'intensité lumineuse de l'image. Cette intensité est collectée pour chaque pixel de la caméra vidéo ce qui permet d'obtenir une image de haute résolution avec une grande résolution latérale.